# Burro majorero
El burro majorero es una raza de burro español, propio de la isla canaria de Fuerteventura

## Origen
Desciende de asnos del norte de África introducidos en las islas por los primeros conquistadores, los que en sus incursiones al continente africano transportaron sus animales hasta la isla de Fuerteventura.

## Características
Animales perfectamente adaptados a las condiciones de las islas, destacando por su rusticidad y sobriedad, soportando perfectamente las privaciones.
Descendiente del asno norteafricano. Su alzada oscila entre 100 y 120 cm a la cruz, con pesos comprendidos entre 125 y 175 kg. Apariencia proporcionada. Muy armónicos, y aunque puedan parecer frágiles, son animales muy rústicos, longevos y sobrios. Perfectamente adaptados a los suelos semidesérticos y volcánicos. Vivaces, enérgicos y resistentes a las privaciones.

## Situación
Actualmente está en peligro de extinción, con un censo aun abierto de 112 hembras y 29 machos todos en Fuerteventura. Se estima que en otras islas del archipiélago existan algunos ejemplares más aunque no han sido valorados.
Hay dos organizaciones que trabajan en su recuperación: en Fuerteventura, la Asociación Soo Grupo para la Conservación y Fomento del Burro Majorero y, en Gran Canaria, la Asociación Feria Equina La Culata.